# Cyclocephala zurstrasseni
Cyclocephala zurstrasseni är en skalbaggsart som beskrevs av S. Endrödi 1964. Cyclocephala zurstrasseni ingår i släktet Cyclocephala och familjen Dynastidae. Inga underarter finns listade i Catalogue of Life.